# Алис Бејли
Алис Ен Бејли (енгл. Alice Ann Bailey; Манчестер, 16. јун 1880 — Њујорк, 15. децембар 1949) је била писац више од двадесет четири књиге о теозофским темама и био је један од првих писаца која је користила термин Њу ејџ. Бејли је рођена као Алис Ла Тробе-Бејтман у Манчестеру, Енглеска. Преселила се у Сједињене Државе 1907. године, где је провела највећи део свог живота као списатељица и учитељица.
Бејлијева дела, написана између 1919. и 1949, описују широки нео-теозофски систем езотеричне мисли који покрива теме као што су повезаност духовности са Сунчевим системом, медитацију, исцељење, трансперсоналну психологију, судбину нација и уопштено рецепте за друштво. Она је описала већину свог рада као да јој је телепатски диктирао Мајстор мудрости, који се у почетку називао само „Тибетанац” или по иницијалима „Д.К.”, касније идентификован као Дђвал Кхул. Њени списи су имали неку сличност са онима Мадаме Блавацки и спадају међу учења која се често називају „Беспостојна мудрост“. Иако се Бејлијеви списи у неким аспектима разликују од теозофије Мадаме Блаватски, имају много тога заједничког са њом. Писала је о религиозним темама, укључујући хришћанство, иако се њени списи суштински разликују од многих аспеката хришћанства или других ортодоксних религија. Њена визија уједињеног друштва укључивала је глобални „дух религије“ различит од традиционалних религиозних облика и укључујући концепт Доба Водолије.